# Sieb (Einheit)
Sieb war ein Volumenmaß in Stettin in der Provinz Pommern.
- 1 Sieb = ⅓ Scheffel (preuß.)[2]= ½ Scheffel[1] = 623 ⅔ Pariser Kubikzoll = 18 3/19 Liter[3]